# Associação Naval 1º de Maio
L'Associação Naval 1º de Maio, nota semplicemente come Naval, è stata una società calcistica portoghese con sede nella città di Figueira da Foz, attiva fino alla stagione 2016-2017.
Fu promossa per la prima volta in massima divisione nella stagione 2004-2005. Nella prima stagione nella Superliga portoghese si piazzò al 13º posto con 39 punti, a pari merito con Belenenses e Académica. Il Naval si classificò prima di queste due squadre perché aveva guadagnato più punti negli scontri diretti.

## Rose delle stagioni precedenti
- 2011-2012
- 2012-2013
- 2005-2006

## Palmarès

### Altri piazzamenti
- Coppa del Portogallo:

Semifinalista: 2002-2003, 2009-2010
- Segunda Liga:

Secondo posto: 2004-2005